# Pinelema spina
Espèce
Synonymes
- Telema spina Tong & Li, 2008

Pinelema spina est une espèce d'araignées aranéomorphes de la famille des Telemidae.

## Distribution
Cette espèce est endémique de Hainan en Chine,. Elle se rencontre dans les monts Wuzhishan à Wuzhishan.

## Description
Le mâle holotype mesure 1,22 mm.

## Systématique et taxinomie
Cette espèce a été décrite sous le protonyme Telema spina par Tong et Li en 2008. Elle est placée dans le genre Pinelema par Zhao, Li et Zhang en 2020.

## Publication originale
- Tong & Li, 2008 : The spiders of the genus Telema (Araneae: Telemidae) from Hainan Island, China. Raffles Bulletin of Zoology, vol. 56, no 1, p. 67-74 (texte intégral).